# アンセリウム (Skoop On Somebodyの曲)
「アンセリウム」（あんせりうむ）は、日本のR&BグループのSkoop On Somebodyが2007年11月7日にリリースした通算32枚目（Skoop On Somebodyとしては24枚目）のシングル。

## 概要
バラード三部作の第二弾。
キャッチコピーは「もう一度…なんて甘いよね?」。
初回限定盤DVD（「アンセリウム」〜もうひとつのアンセリウム〜）は「アンセリウム」のアコースティック・アナザー・ヴァージョン完成までのドキュメントを収録。ミュージック・ビデオにもこの映像が採用された。

## 収録曲
作詞：TAKE
1. アンセリウム (4:43)
  - 作曲：都志見隆　編曲：十川知司
2. 君になる (4:39)
  - 作曲：山口寛雄　編曲：Tomi Yo
3. Love's in Our Hearts (5:19)
  - 作曲：KO-ICHIRO　編曲：SOS

### 初回生産限定盤DVD
1. 「アンセリウム」〜もうひとつのアンセリウム〜[2]